# Lega antiscaligera
La Lega antiscaligera fu un'alleanza contro gli Scaligeri, signori di Verona, formata il 14 luglio 1336 dalla Repubblica di Venezia e dalla Repubblica di Firenze e che durò fino al 24 gennaio 1339. La guerra che ne conseguì segnò la definitiva battuta d'arresto dell'espansionismo scaligero nel nord Italia.

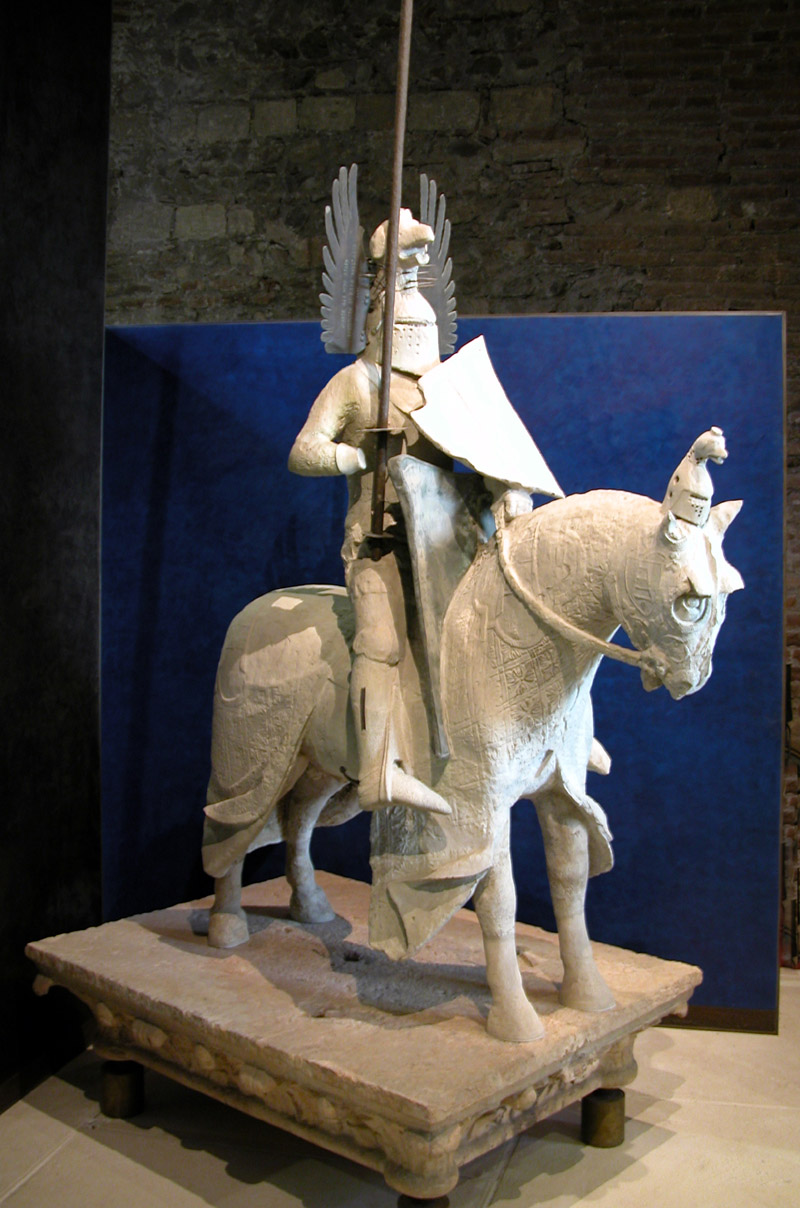
Statua equestre di Mastino II della Scala (un tempo sulla sommità della sua arca, ora ricoverata in una delle torri di Castelvecchio)

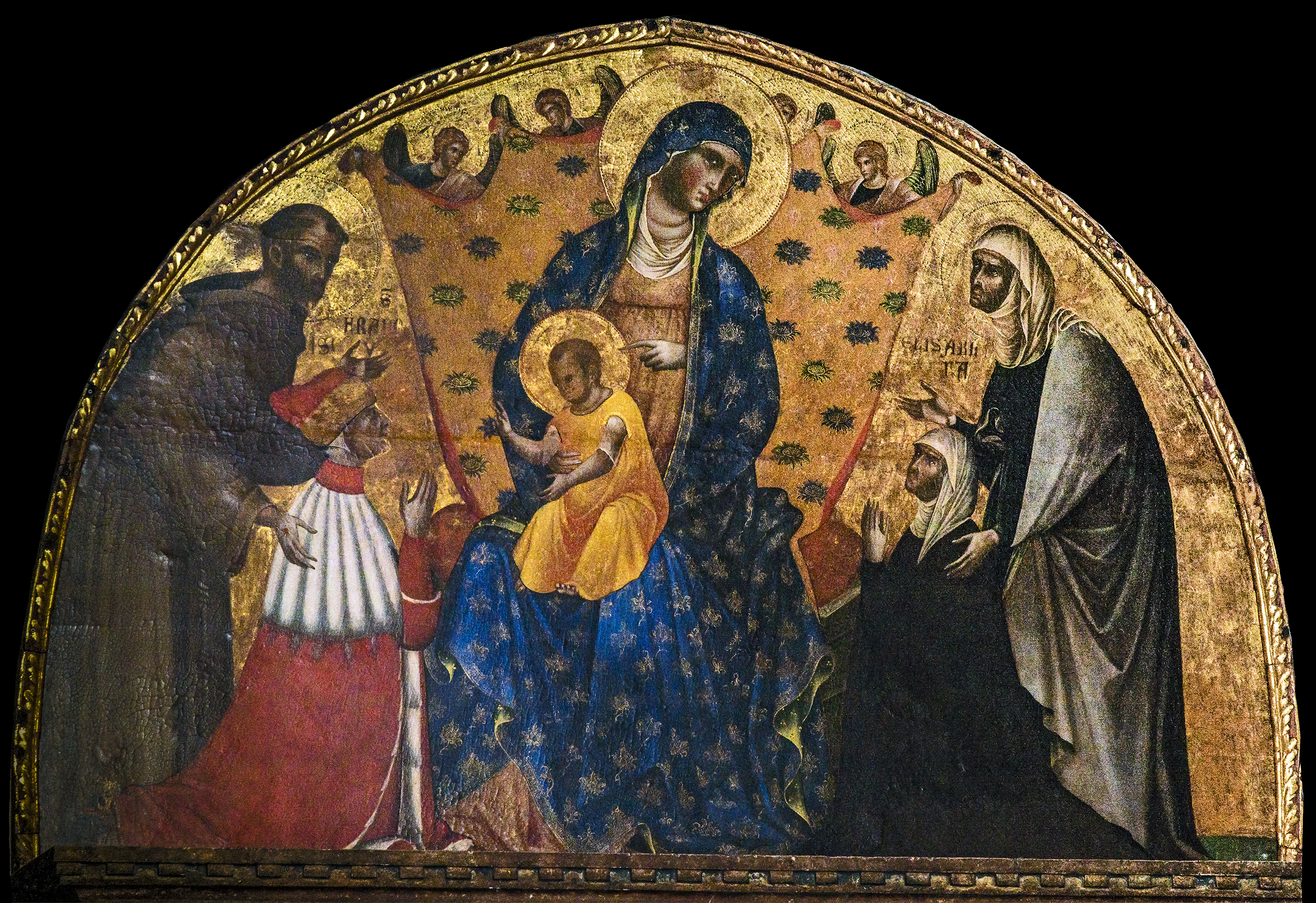
Venezia - Basilica di Santa Maria Gloriosa dei Frari - Il doge Francesco Dandolo e la moglie Elisabetta Contarini sono presentati da san Francesco e da santa Elisabetta alla Madonna, opera di Paolo Veneziano. Si tratta della lunetta che sovrasta il monumento funebre del doge.

## Membri costituenti la lega
Ad essa aderirono, oltre alle due repubbliche mercantili:
- i Visconti, signori di Milano
- gli Estensi, signori di Ferrara
- i Gonzaga, signori di Mantova (10 marzo 1337)[2]
- il principe Carlo di Boemia
- Giovanni di Carinzia (28 luglio 1337), fratello del precedente.

## Il conflitto
L'espansionismo degli Scaligeri fu mal sopportato dai veneziani. La scintilla che provocò il risentimento di Venezia fu nel 1335, allorché Alberto e Mastino II della Scala, signori di Verona, collocarono ad Ostiglia una catena sul fiume Po, a controllo del traffico fluviale. Altro motivo di attrito fu l'edificazione del castello delle Saline a Chioggia, che sarebbe servito ai veronesi per proteggere la produzione di sale, avviata nella zona. La guerra ebbe inizio nonostante le resistenze del doge Francesco Dandolo, che assoldò i fratelli condottieri Rolando, Marsilio e Pietro de' Rossi, quest'ultimo cacciato dagli Estensi quando era signore di Parma e nominato nel 1336 comandante delle truppe della lega.
Pietro de' Rossi occupò il castello di Chioggia, che fu raso al suolo il 22 novembre 1336. Il 3 agosto 1337 Padova si consegnò al de' Rossi, grazie a Marsilio da Carrara, signore della città e zio dei fratelli condottieri. Durante l'assedio, Alberto della Scala venne catturato e condotto in carcere a Venezia. Anche Brescia (8 ottobre 1337) e Bergamo si arresero ai Visconti; Feltre e Belluno a Carlo di Boemia. Lucca venne minacciata dalle truppe di Rolando de' Rossi, succeduto nel comando al fratello ucciso all'assedio di Monselice, difesa da Pietro Dal Verme. Anche la riva occidentale del lago di Garda si ribellò agli Scaligeri, richiedendo l'aiuto ai veneziani, che mandarono un loro rettore, Tommaso Gradenigo. Nell'aprile 1338 l'esercito della lega, sotto il comando di Rolando de' Rossi, dopo aver seminato saccheggi e distruzioni, arrivò alle porte di Verona.

## La pace
Vistosi perdente, Mastino della Scala chiese la pace, che fu sottoscritta a Venezia il 24 gennaio 1339. La Repubblica ottenne il ripristino della libertà di navigazione lungo il Po con l'abolizione dei dazi e la cessione di Treviso, di Castelbaldo e di Bassano. Castelbaldo e Bassano vennero ceduti a Ubertino da Carrara, signore di Padova, che aveva favorito la presa della città. Alberto della Scala venne liberato il 22 febbraio 1339 e scortato sino a Legnago, dove fu accolto da Mastino che lo riportò a Verona. Gli Scaligeri dovettero abbandonare ogni velleità di espansione territoriale e rimasero signori solamente di Verona e Vicenza, fino al 1387 quando le due città passarono ai Visconti.

## Riferimenti nella letteratura
Il poeta fiorentino Pieraccio Tedaldi scrisse due sonetti attaccando Mastino II della Scala e anticipandone l'ormai prossima rovina: Ceneda e Feltro e ancor Montebelluni e San Marco e 'l doge, san Giuvanni e 'l giglio.